# 4-й Котельнический переулок
4-й Коте́льнический переу́лок — улица в центре Москвы в Таганском районе между 5-м Котельническим переулком и Котельнической набережной.

## История
До 1954 года назывался Брёхов переулок по фамилии домовладельца, ещё ранее Грачёвский переулок тоже по домовладельцу и Малый Спасочигасовский — по церкви Всемилостивого Спаса в Чигасах, которая, по преданию, была выстроена неким игуменом Чигасом в 1483 году (закрыта в 1926 году, затем разобрана). 5-й Котельнический назывался Спасочигасовский. Современное название — по существовавшей в этой местности дворцовой Котельнической слободе, где жили мастера, изготовлявшие котлы.

## Описание
4-й Котельнический переулок начинается от 5-го, проходит сначала на север, затем поворачевает под прямым углом на запад и спускается к Москве-реке до Котельнической набережной. Внутренний проезд соединяет его с 3-м Котельническим.